# Sharchhokpa
Sharchhokpa (sing. Sharchop), narod bodijske skupine pravih Tibetanaca, nastanjen u istočnom i jugoistočnom Butanu, jugoistočnom Tibetu gdje ih vode dijelom nacionalnosti Moinba, i u indijskoj državi Arunachal Pradesh. 
U Butanu su najbrojniji, ima ih oko 138.000 (1993) a žive južno od Tashiganga i sebe smatraju Butancima. Oni su agrikulturan narod, stanovnici šume, koji se koristi tehnikom posijeci-i-spali. Za svoja suha polja riže prvo moraju očistiti i zapaliti jedan dio šume, na kojem će se zadržati tri do četiri godine. Neke druge skupine Sharchopa trajno su se nastanili na većim iskrčenim poljima u šumi. Kuće su od kamena i drveta, često puta i na pilonima, drvenim nosačima zabijenim u tlo, a veća naselja imaju i manastire-dzong, gdje su čest motiv molitveni kotači, tibetski nazivani 'khor i raznobojne molitvene zastavice. Od stoke drže goveda-gayal, koze i  svinje. Gayal-goveda, lokalno poznata kao mithun (Bos frontalis), služe kao simbol bogatstva, i za žrtvovanja na religioznim ceremonijama. 
Vjera je budistička a očuvana je i etnička religija s elementima šamanizma.
Jezik se zove tshangla ili sangla, sharchagpakha, sarchapkkha, shachopkha, shachobiikha, sharchhopkha, tsangla, menba ili monpa i pripada tibetskoj grani himalajskih jezika.